# ملتوية (جنس)
ملتوية هي جنس بكتيري يُصنف ضمن شُعبة البكتيريا الملتوية.